# 1910 en combiné nordique
| Années du combiné nordique : 1907 - 1908 - 1909 - 1910 - 1911 - 1912 - 1913    |
| Décennies du combiné nordique : 1880 - 1890 - 1900 - 1910 - 1920 - 1930 - 1940 |

Cette page reprend les résultats de combiné nordique de l'année 1910.

## Festival de ski d'Holmenkollen
La course du festival de ski d'Holmenkollen 1910 fut remportée par le norvégien Lauritz Bergendahl, devant ses compatriotes Otto Tangen et Arne Hallén (no).

## Championnats nationaux

### Championnat d'Allemagne
L'épreuve du Championnat d'Allemagne de combiné nordique 1910 fut remportée par le norvégien Svein Trönnes.

### Championnat de Finlande
Les résultats du championnat de Finlande 1910 manquent.

### Championnat de France
La quatrième édition du championnat de France de combiné eut lieu à Cauterets, lors de la semaine internationale des sports d'hiver. Les résultats de cette compétition manquent.

### Championnat d'Italie
Le championnat d'Italie 1910 distingua, comme l'année précédente, Mario Corti.

### Championnat de Norvège
Le championnat de Norvège 1910
se déroula à Skien, sur le Kikutbakken.
Il distingua Lauritz Bergendahl, devant ses compatriotes Andres Innleggen (no) et Lars Høgvold.

### Championnat de Suède
Le championnat de Suède fut créé en 1910. Il distingua Ejnar Olsson, du club Djurgårdens IF.

### Championnat de Suisse
La sixième édition du Championnat de Suisse de ski a lieu à Grindelwald.
Le titre revint à Hans Klopfenstein, d'Adelboden.